# Озолиньш, Миервалдис
Мие́рвалдис О́золиньш (латыш. Miervaldis Ozoliņš; 17 марта 1922, Рига — 8 мая 1999, там же) — латвийский актёр. Заслуженный артист Латвийской ССР (1990).
Вырос в семье дворника и детской портнихи. После смерти актёра, однако, его дочь заявила, что он был внебрачным сыном поэта Райниса, отданным сразу после рождения в приёмную семью.
Учился в Рижской народной консерватории (1937—1941) и в студии Латвийского драматического ансамбля (1940—1942). Дебютировал на сцене в роли доктора в спектакле Латвийского драматического ансамбля по пьесе Генрика Ибсена «Бранд».
В 1944—1991 гг. (с перерывом в 1951—1956 гг.) играл в Государственном художественном театре Латвийской ССР (Театр «Дайлес»). В поздние годы выступал также как режиссёр — поставив, в частности, важную пьесу Бруно Саулитиса «Мартовские иды» (1983). Вёл ряд передач для детей на радио и телевидении. Преподавал актёрское мастерство и искусство грима в актёрской студии театра, а также в Рижском хореографическом училище и других учебных заведениях. В последний раз появился на сцене в декабре 1997 года в юбилейный вечер Хария Лиепиньша, сымпровизировав вместе с юбиляром миниатюру А. П. Чехова.
В 1951 г. был арестован и осуждён на 10 лет лагерей по делу так называемой Французской группы. Отбывал срок в Инте и Воркуте, играл на скрипке и выступал с кукольными спектаклями в лагерной самодеятельности. В 1956 г. амнистирован, по возвращении в Латвию поставил несколько спектаклей в Рижском театре кукол.
Был женат на переводчице Майе Силмале. Их дочь Хелья вышла замуж за поэта Юриса Кунноса.

## Фильмография
- 1957 — Рита — эпизод
- 1968 — Времена землемеров — судебный письмоводитель
- 1974 — Совесть (телесериал) — доктор в Вентспилсе
- 1974 — Приморский климат — Курмис
- 1975 — Наперекор судьбе — эпизод
- 1980 — Долгая дорога в дюнах — Шольц
- 1981 — На грани веков — эпизод
- 1984 — Фронт в отчем доме — Слива
- 1985 — Двойной капкан — эпизод